# Acetyl

acetylová skupina

Acetyl (někdy označovaný zkratkou Ac, je však konfliktní se značkou prvku aktinium) je v organické chemii acylová funkční skupina formálně odvozená od octové kyseliny (anglicky acetic acid) odtržením OH skupiny. Její vzorec je CH3CO-. Systematický avšak nepreferovaný název je ethanoyl.
Proces zavedení acetylové skupiny do molekuly je acetylace.

## Příklady sloučenin
- acetylchlorid
- acetylkoenzym A
- acetylsalicylová kyselina (zde je karbonylová skupina acetylu součástí esterové skupiny)